# Huta Częstochowa
Huta Częstochowa – kombinat metalurgiczny na Rakowie, dzielnicy Częstochowy, jedna z największych hut stali i największy dostawca blach grubych, w tym blachy okrętowej, zbiornikowej i kotłowej w Polsce. W hucie wytwarzano także blachy na rurociągi i blachy konstrukcyjne, np. służące do budowy mostu Świętokrzyskiego czy odbudowy po pożarze w 2015 roku mostu Łazienkowskiego w Warszawie.

## Historia zakładu

### Okres Imperium Rosyjskiego
Decyzję o budowie huty w rejonie Częstochowy podjęto na podstawie analizy zasobów. W okolicy Częstochowy znajdowały się surowce, pokłady rudy żelaza, wapienia i woda użyteczna przemysłowo, a przez miasto przebiegała linia kolei warszawsko-wiedeńskiej, zapewniająca skomunikowanie zakładu. Budowana w latach 1896–1902 przez Towarzystwo Zakładów Metalowych Bernard Hantke huta o powierzchni 64 ha powstała przy ówczesnej wsi Raków na lewym brzegu Warty jako zaplecze surowcowe dla zakładów produkcyjnych. Dokumentację techniczną sporządzili inżynierowie: Józef Chlebowski, Józef Chmurski i Leopold Sobański. Finansowanie zapewniły banki z Niemiec, kredyty zaciągnięto w trakcie budowy w związku z nastaniem kryzysu gospodarczego.
Był to najnowocześniejszy i drugi co do wielkości (po Hucie Bankowej) tego typu zakład w Kongresówce. W jego skład wchodziły dwa wielkie piece na 120 tys. ton surówki rocznie (z 1899 i 1901 r.), stalownia, walcownia (1904 r.), 5 pieców martenowskich (uruchamianych w latach 1900–1902) na 90–100 tys. ton stali rocznie, warsztaty mechaniczne (1899 r.), elektrownia (1899 r.) oraz laboratorium (1900 r.). Zbudowano także osiedle robotnicze dla 280 rodzin i domy dla kadry inżynieryjno-technicznej. Początkowo huta działała na surowcu dostarczanym z Krzywego Rogu w Imperium Rosyjskim (dzisiejsza Ukraina), a wkrótce zaczęto używać rudy z pobliskich kopalń rud żelaza należących do Towarzystwa.
Lata 1900–1904 były okresem wzrostu produkcji i jej opłacalności, jednak kryzys finansowy i dalsze nakłady inwestycyjne spowodowały zadłużanie się Towarzystwa B. Hantke, którego głównym wierzycielem stało się przedsiębiorstwo Oberschlesische Eisenindustrie AG für Bergbau und Hüttenbetrieb w Gliwicach (zwane także „Obereisen Gleiwitz”). Wierzyciel do 1904 roku pozyskał 30% akcji spółki, a trzy lata później miał 95%.
W okresie rewolucji 1905 roku w hucie wybuchały liczne strajki, co spowodowało spadek opłacalności produkcji. Wydarzenia te relacjował Feliks Dzierżyński. W 1908 roku unieruchomiono zakład z powodu braku koniunktury, a dyrektor Mariusz Bojemski przeforsował program modernizacji zakładu, która w latach 1909–1910 przyniosła wzrost zamówień i produkcji przy nałożeniu na koniunkturę w przemyśle metalowym. Do wybuchu I wojny światowej trwał okres prosperity huty. W 1913 r. w piecach wyprodukowano 114 000 ton surówki, w stalowni 87 000 ton stali surowej, a w walcowni 82 000 tony stali walcowanej. Wartość produkcji w tym roku była dla poszczególnych wydziałów równa od 90% do 100% mocy produkcyjnych. Huta zatrudniała wówczas ok. 1800 robotników.

### I wojna światowa, okres międzywojenny i II wojna światowa
Po wkroczeniu do miasta Niemców, żołnierzy Cesarza Niemieckiego Wilhelma II hutę unieruchomiono na dwa lata. Do zakończenia wojny produkowała głównie drut na potrzeby wojska. Po odzyskaniu niepodległości pracownicy żądali upaństwowienia huty, w celu ochrony przed upadłością. Niemiecki właściciel utrudniał i opóźniał uruchomienie zakładu. Ostatecznie pozyskano państwowe kredyty, oddając zakład pod zarząd państwowy. Huta była wówczas jedynym zakładem hutniczym na terenie byłego Królestwa Polskiego, który nie doznał zniszczeń infrastruktury. W 1919 roku uruchomiono piece martenowskie i wielki piec, jednak produkcja była niska i sięgała najwyżej 20% przedpierwszowojennej. W 1923 roku niemiecki koncern sprzedał udziały Modrzejowskim Zakładom Górniczo-Hutniczym. W tym samym roku podjęto modernizację zakładu, zwiększając zdolności produkcyjne.
Jednak huta wciąż przeżywała zastój. W 1924 roku zakład zatrzymano na pół roku, rozruch nastąpił pod koniec roku. W latach 1925–1929 następowała poprawa koniunktury, udało się osiągnąć blisko 50% produkcji z czasu Cesarstwa Rosyjskiego. W 1927 roku rozpoczęto modernizację huty celem zwiększenia zdolności produkcyjnych. W 1928 roku Raków został przyłączony do Częstochowy jako nowa dzielnica. Pod koniec 1929 roku nastąpił kolejny spadek zamówień w związku z nastaniem kolejnego kryzysu gospodarczego, którego dno nastąpiło w roku 1931, gdy produkcja sięgnęła 5% przedwojennej. Wobec złej sytuacji zakładu sprzedawano jego akcje, do 1936 roku 35% akcji znalazło się w rękach kapitału brytyjskiego, a 62% włoskiego. W 1930 r. wygaszono wielkie piece (jeden pracował w latach 1931–1932). W kolejnych latach następowała poprawa koniunktury, jednakże brak popytu na wyroby wielkich pieców spowodował ich ponowne wygaszenie w 1933 roku. Jeden uruchomiono w 1936 roku, (drugi w latach 40 XX w.). W stosunku do okresu sprzed 1914 r. zatrudnienie spadło o połowę. Zła sytuacja i wynikająca z niej niewielka produkcja powodowały pogarszanie się kondycji finansowej Towarzystwa B. Hantke aż do jego bankructwa w 1934 roku, gdy podjęto decyzję o fuzji z Zakładami Modrzejowskimi w Zjednoczone Zakłady Górniczo-Hutnicze Modrzejów-Hantke.
W drugiej połowie lat 30 XX w. koniunktura uległa poprawie, ale w 1938 r. produkcja w hucie zaczęła spadać z powodu pojawienia się konkurencji ze strony huty z przyłączonego do Polski Zaolzia (Huta w Trzyńcu).
W czasie II wojny światowej Huta Częstochowa została częścią koncernu Hugo Schneider AG (Hasag) z Lipska i pracowała na potrzeby przemysłu wojennego tzw. III Rzeszy. Już w październiku 1939 r. zakład wznowił produkcję, gdy uruchomiono wielki piec nr 1, produkcja sięgała 30% mocy produkcyjnych. Załoga huty podczas wojny prowadziła działalność sabotażową i dywersyjną. Po otwarciu frontu wschodniego przez Niemcy produkcja sięgnęła poziomu z końca okresu międzywojnia. W latach 1942–1944 Niemcy dokonali rozbudowy wielkiego pieca nr 2, rozpoczęto budowę pieca martenowskiego, zmodernizowano piece grzewcze walcowni, uruchomiono gwoździarnię i ciągarnię drutu, a w 1944 roku zbudowano nową odlewnię żeliwa, którą uruchomiono w październiku 1944 roku. Po likwidacji częstochowskiego getta przymusowo pracowała tu społeczność żydowska.
Ze względu na szybkie postępy radzieckiej ofensywy, wycofujący się Niemcy nie zdążyli zniszczyć zakładu przed ucieczką. Podczas zdobywania Częstochowy, huta nie została zniszczona.

### Polska Ludowa
Już w lutym 1945 r. huta została podporządkowana administracyjnie Centralnemu Zarządowi Przemysłu Hutniczego, a zarządzeniem Ministra Przemysłu z 30 sierpnia 1946 r. znalazła się wśród przedsiębiorstw upaństwowionych, weszła w skład Skarbu Państwa. W 1947 został przygotowany pierwszy plan rozbudowy, poprzez budowę stalowni martenowskiej z sześcioma piecami oraz walcowni rur. Zaraz po opracowaniu projektu przystąpiono do prac, które zakończono w kwietniu 1952 roku. W 1951 r. odznaczono osoby za zasługi położone przy uruchomieniu nowej stalowni w hucie, w tym Krzyż Kawalerski Orderu Odrodzenia Polski otrzymał Oskar Szindler.
Po zakończeniu rozbudowy hucie nadano nazwę Huty im. Bolesława Bieruta, która składała się z dwóch zakładów: Raków i Mirów. Huta została także znacznie rozbudowana w ramach planu sześcioletniego, plan ten powstał w 1948 roku i realizowano go równolegle z poprzednim. W jego ramach powstały koksownia (1960/62), aglomerownia (1956), wielkie piece i pomocnicze wydziały produkcyjno-remontowe. Uruchomienie pierwszego pieca martenowskiego było transmitowane przez Polskie Radio, a świadkami spustu surówki byli Prezes Rady Ministrów Józef Cyrankiewicz, Minister Finansów Hilary Minc, Wojewoda Śląski Aleksander Zawadzki oraz Minister Obrony Narodowej Konstanty Rokossowski. Walcownię blach grubych wzniesiono częściowo w miejscu dawnego lotniska na Kucelinie.
W latach 1959–1960 uruchomiono zakład koksochemii oraz zakłady materiałów ogniotrwałych i przeróbki żużla wielkopiecowego. W 1972 r. oddano do eksploatacji największą wówczas w Europie walcownię blach grubych oraz dwie baterie koksownicze.
Huta Częstochowa 19 kwietnia 1989 r. odrzuciła komunistycznego patrona.

### WolnorynkowaPolska
W połowie lat osiemdziesiątych XX wieku opracowano plan gruntownej modernizacji zakładu, ale został zarzucony po przemianie systemowej z powodu spadającego popytu na wyroby stalowe.
Zakład częściowo zmodernizowano poprzez uruchomienie linii ciągłego odlewania stali w 1994 r., ale wkrótce zaczęto zamykać kolejne wydziały, m.in. cztery baterie koksownicze, dwie taśmy spiekalnicze, wielki piec A (1994), wielki piec B (2001), piece martenowskie (ostatni w 2001 r.) oraz odlewnię staliwa, żeliwa i metali kolorowych.
W 1998 r. Minister Skarbu Państwa przekształcił przedsiębiorstwo w spółkę akcyjną (przygotowanie do prywatyzacji). Kapitał akcyjny wynosił 370 mln zł podzielonych na 37 mln akcji o wartości po 10 zł. Jednocześnie kolejne wydziały i służby hutnicze wydzielano z zakładu i tworzono z nich odrębne przedsiębiorstwa oraz zbywano zbędne grunty i budynki. W 2002 r. powstała Huta Stali Częstochowa Sp. z o.o., która wydzierżawiła urządzenia produkcyjne i przejęła część personelu, natomiast stary zakład zaczęto przygotowywać do ogłoszenia upadłości z powodu rosnącego zadłużenia. Ostatecznie wycofano wniosek o upadłość i złożono w Agencji Rozwoju Przemysłu wniosek o wszczęcie postępowania restrukturyzacyjnego, w efekcie czego nastąpiło umorzenie większości zobowiązań publicznoprawnych.
W 2005 r. hutę przejął ukraiński Przemysłowy Związek Donbasu (Industrialnyj Sojuz Donbasa), we wrześniu 2006 r. zmieniono nazwę na „ISD Huta Częstochowa”. Od 2008 roku wydzielono ze struktur Huty dotychczasowy zakład koksownia, która od tego czasu działa jako osobna spółka pod nazwą Koksownia Częstochowa Nowa Sp. z o.o. 30.04.2009 r. – ISD Huta Częstochowa Sp. z o.o. sprzedała 100% udziałów w Koksowni Częstochowa Nowa Sp. z o.o. spółce Zarmen Sp. z o.o. z Chorzowa.

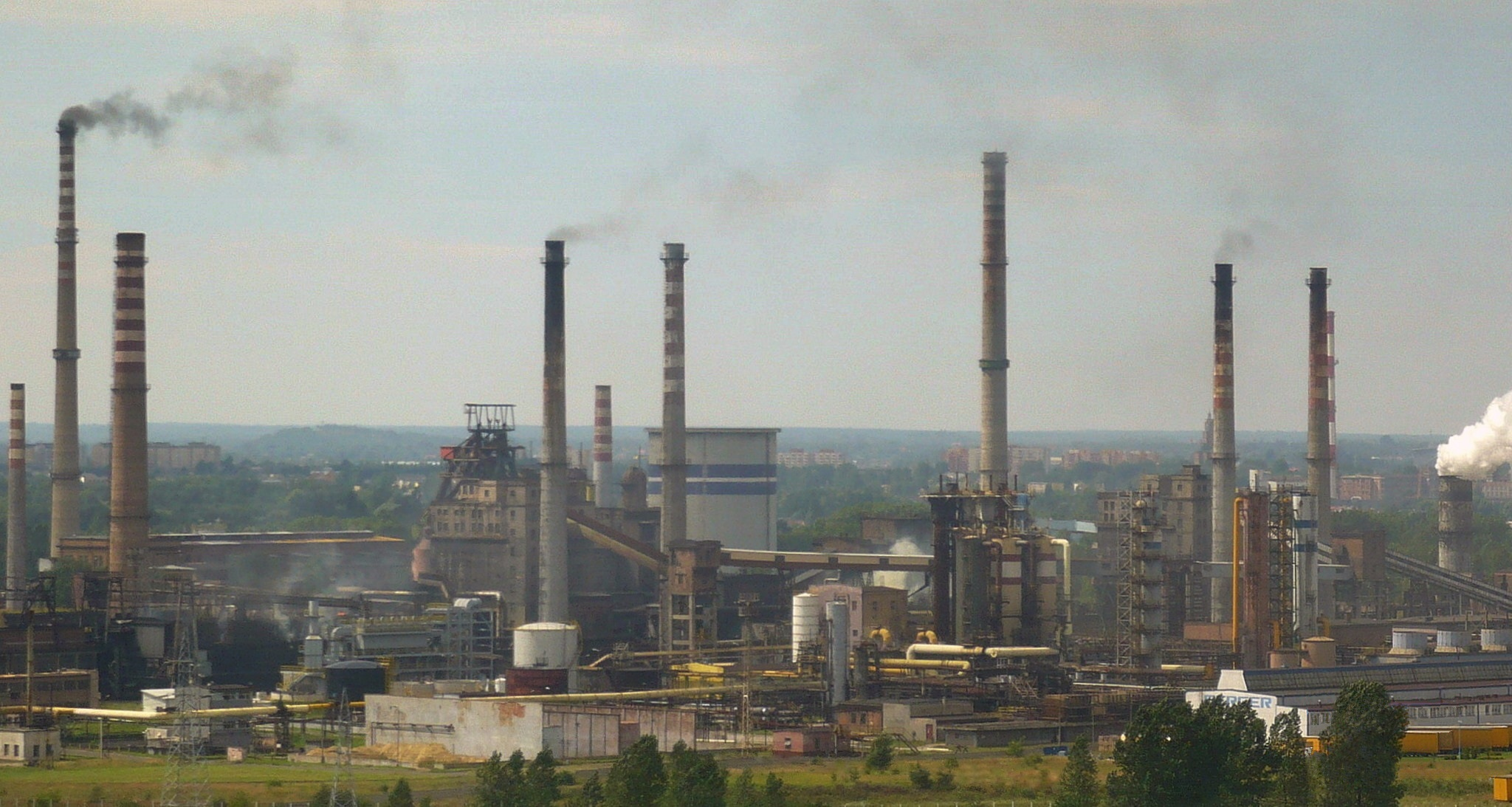
Koksownia w 2008 roku

14 września 2010 r. Zarząd Alchemia SA poinformował o zawarciu z ISD Huta Częstochowa przedwstępnej umowy sprzedaży Zakładu Produkcji Rur wchodzącego w skład Huty.
W maju 2019 r. huta zaprzestała produkcji. 28 czerwca zarząd spółki złożył w częstochowskim sądzie wniosek o upadłość ISD Huty Częstochowa. Sąd Rejonowy w Częstochowie 4 września ogłosił upadłość likwidacyjną zakładu, a 19 września syndyk wydzierżawił hutę na 12 miesięcy Sunningwell International Polska sp. z o.o., który 30 września wznowił produkcję.
3 kwietnia 2020 r. sąd gospodarczy zatwierdził warunki sprzedaży majątku huty i wkrótce potem syndyk ogłosił przetarg na sprzedaż, ale zwycięzca przetargu Sunningwell Steel odstąpił od transakcji, a w drugim postępowaniu nie wpłynęła żadna oferta. Sąd zgodził się na przedłużenie umowy dzierżawnej na okres nie dłuższy niż do czerwca 2021 r., ale już 3 grudnia syndyk rozwiązał umowę w trybie natychmiastowym, gdyż pod koniec października działalność zakładu została wstrzymana.
Jednocześnie syndyk zaczął rozmowy z innymi potencjalnymi dzierżawcami i 23 grudnia podpisał ze spółką Corween Investmens umowę dzierżawy do 31 lipca 2021 r. z prawem pierwokupu. W międzyczasie, 1 grudnia 2020 r., ogłoszono kolejny przetarg na sprzedaż huty. 14 stycznia 2021 r. wykonano pierwszy po przerwie wytop stali. 22 stycznia 2021 r. sąd gospodarczy zatwierdził wybór oferty Corween Investments sp. z o.o. (w trakcie zmiany firmy na Liberty Częstochowa). 28 maja syndyk ogłosił podpisanie umowy sprzedaży huty spółce Liberty Częstochowa za 190 milionów PLN.
18 listopada 2024 roku od syndyka masy upadłościowej hutę wydzierżawiła spółka z ograniczoną odpowiedzialnością Huta Częstochowa, 100% własność Węglokoksu, należącego do Skarbu Państwa. 20 stycznia 2025 r. Huta Częstochowa oficjalnie wznowiła produkcję.

## Władze huty
Dyrektorzy:
- Alfred Hantke (1896–1899)
- Ludwik Gużewski (1899–1903)
- Adolf Makomaski (1903–1905)
- Henryk Hantke (1905)
- Stanisław Surzycki (1905–1908)
- Mariusz Bojemski (1908–1912)
- Karol Dichmann (1912–1918)
- Bolesław Kamieński (1918–1924)
- Kazimierz Mierzanowski (1924)
- Stanisław Poradowski (1924–1928)
- Stanisław Kosiewicz (1928–1932)
- Tomasz Szwejkowski (1932–1939)
- Stanisław Maćkowiak (1939–1942)
- Ferdynand Lehmkuhl (1942–1945)
- Tomasz Szwejkowski (1945–1948)
- Leon Szczerbicki (1948–1950)
- Antoni Czechowicz (1950–1951)
- Kazimierz Wrzesień (1951–1952)
- Zygmunt Biały (1952–1954)
- Jan Skowron (1954–1958)
- Maksymilian Zieliński (1958–1962)
- Kazimierz Budzyński (1962)
- Zbigniew Piekutowski (1962–1973)
- Tadeusz Chrząszcz (1973–1976)
- Ryszard Barton (1976–1985)
- Józef Wypych (1985–1998)

Prezesi Huty Częstochowa SA:
- Józef Wypych (1998–1999)
- Lech Skrzypczyk (1999–2001)
- Wacław Korczak (2001–2006)
- Marek Manikowski (2006–2007)

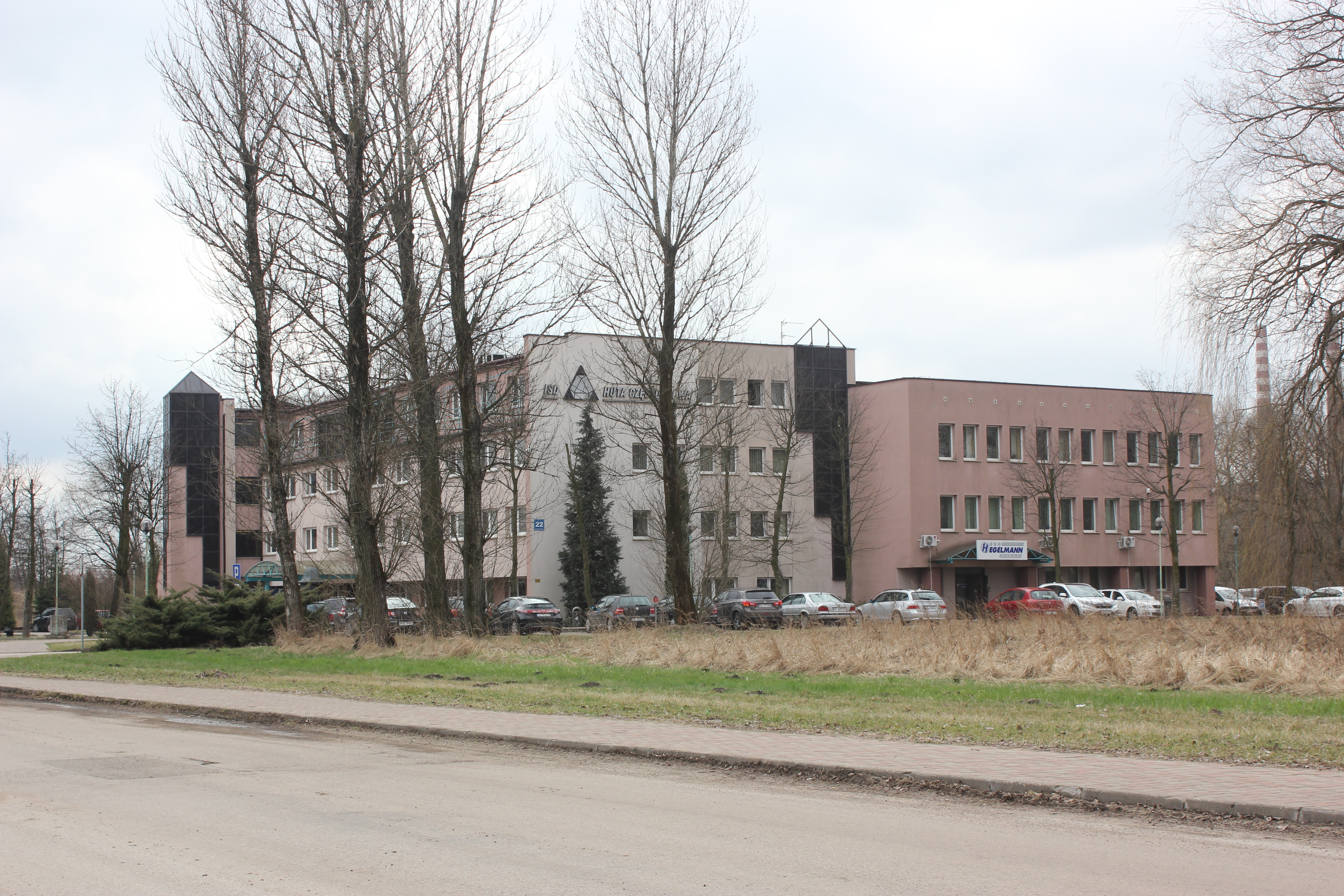
Budynek dyrekcji huty

Prezes ISD Huty Częstochowa Sp. z o.o.:
- Anatolij Fediajew (2006–2019)

Prezes Sunningwell International Polska Sp. z o.o. (dzierżawca):
- Marek Frydrych (2019–2020)

Prezes Liberty Częstochowa:
- Sanjeev Gupta (2020–2024)

Prezes Huta Częstochowa Sp. z o.o.:
- Adrian Sienicki (od 2024)

## WWW
- https://hutaczestochowa.com.pl